# Општина Думбрава
Општина Думбрава (рум. Dumbrava) је сеоска општина у округу Мехединци у Румунији.

## Становништво и насеља
Општина Думбрава је на попису 2011. године имала 1.574 становника, за 358 (18,53%) мање од претходног пописа 2002. године када је било 1.932 становника. Већину становништва су чинили Румуни.
| Етнички састав према попису из 2011.‍ | Етнички састав према попису из 2011.‍ | Етнички састав према попису из 2011.‍ | Етнички састав према попису из 2011.‍ | Етнички састав према попису из 2011.‍ |
| ------------------------------------ | ------------------------------------ | ------------------------------------ | ------------------------------------ | ------------------------------------ |
|                                      |                                      |                                      |                                      |                                      |
| Румуни                               | Румуни                               |                                      | 1.514                                | 96,19%                               |
| Срби                                 | Срби                                 |                                      | 1                                    | 0,06%                                |
| Непознато                            | Непознато                            |                                      | 59                                   | 3,75%                                |

### Насеља
Општина се састоји из 11 насеља:
| Насеље             | Изворни назив | Број ст. (2002) | Број ст. (2011) |
| ------------------ | ------------- | --------------- | --------------- |
| Албулешти          |               | 742             | 574             |
| Брагљаса           |               | 55              | 38              |
| Ваља Маркулуј      |               | 185             | 197             |
| Вародија           |               | 50              | 32              |
| Владика            |               | 67              | 53              |
| Голињаса           |               | 38              | 31              |
| Думбрава де Жос    |               | 194             | 172             |
| Думбрава де Мижлок |               | 80              | 58              |
| Думбрава де Сус    |               | 105             | 71              |
| Рокшорени          |               | 135             | 115             |
| Хиђу               |               | 281             | 233             |
| Општина Думбрава   |               | 1.932           | 1.574           |